# Psyllaephagus aeneoculex
Psyllaephagus aeneoculex är en stekelart som först beskrevs av Girault 1929.  Psyllaephagus aeneoculex ingår i släktet Psyllaephagus och familjen sköldlussteklar. Inga underarter finns listade i Catalogue of Life.